# Абдулбеков, Загалав Абдулбекович
Загалав Абдулбекович Абдулбеков (29 декабря 1945, Карата, Ахвахский район, Дагестанская АССР, РСФСР, СССР) — советский борец-вольник. Олимпийский чемпион (1972), чемпион мира (1971, 1973), призёр чемпионатов мира (1969) и Европы (1969, 1973, 1975).
Выступал в 1966—1968 за «Буревестник» (Махачкала), в 1969—1973 за «Динамо» (Махачкала). Тренировался у Арменака Карапетяна. Окончил Дагестанский педагогический институт (1968), преподаватель. Член КПСС с 1974 года.

## Биография
Родился 29 декабря 1945 года в селе Карата Ахвахского района. По национальности — каратинец.

## Достижения
Как спортсмена
- Заслуженный мастер спорта СССР (1971).
- Чемпион Олимпийских игр 1972 года в лёгком весе.
- Чемпион мира 1971 и 1973 годов.
- Серебряный призёр чемпионата Европы 1973 года.
- Бронзовый призёр чемпионата мира 1969 года, чемпионата Европы 1969 и 1975 годов.
- Чемпион СССР 1966, 1968, 1969, 1973.
- Бронзовый призёр чемпионата СССР 1970, 1971.

Коронным приёмом борца являлся бросок подворотом захватом руки и шеи 
Как тренера
- Орден «Знак Почёта» (1972).
- Заслуженный деятель культуры Дагестанской АССР (1972).
- Тренер сборной команды СССР на Олимпийских играх 1976 и 1980 годов.
- Заслуженный тренер СССР (1980).
- Награждён Почётным Знаком «За заслуги в развитии физической культуры и спорта» (1995), медалью «За заслуги в области физической культуры и спорта в Республике Дагестан» (2022).[4]

## Деятельность в ФСО «Динамо»
Работа Загалава Абдулбекова на посту заместителя председателя ФСО «Динамо» неоднократно подвергалась критике в связи с неудовлетворительным обслуживанием футбольного поля махачкалинского стадиона «Динамо». В частности, в 2010 году по этой причине пришлось поменять местами матчи «Анжи» с «Локомотивом», а на перенесённом во Владикавказ матче 14-го тура российской Премьер-Лиги «Анжи» — «Терек» недовольные болельщики махачкалинского клуба даже вывесили баннер «Загалав, спасибо за выезд!». Из-за не обеспечения условий проведения соревнований стадиону грозила дисквалификация сроком до двух лет.

## Признание
- Загалав Абдулбеков введен в Зал Славы Объединенного мира борьбы (UWW).
- Его имя носит главное республиканское соревнование — чемпионат Дагестана по вольной борьбе.